# Песочня (приток Волги)
Песочня — река в России, протекает по Селижаровскому району Тверской области. Устье реки находится в 3413 км по правому берегу реки Волга. Длина реки составляет 65 км, площадь водосборного бассейна — 860 км².

## Притоки
(расстояние от устья)
- 3 км: река Коча (пр)
- 15 км: река Кострина (лв)
- 25 км: река Пырошня (пр)
- 32 км: река Хитка (пр)
- 39 км: река Сватолиха (лв)

## Данные водного реестра
По данным государственного водного реестра России относится к Верхневолжскому бассейновому округу, водохозяйственный участок реки — Волга от Верхневолжского бейшлота до города Зубцов, без реки Вазуза от истока до Зубцовского гидроузла, речной подбассейн реки — бассейны притоков (Верхней) Волги до Рыбинского водохранилища. Речной бассейн реки — (Верхняя) Волга до Куйбышевского водохранилища (без бассейна Оки).
Код объекта в государственном водном реестре — 08010100412110000000236.